# Tiilikkasaari
Tiilikkasaari är en ö i Finland. Den ligger i sjön Soukkio och i kommunen Kangasniemi i den ekonomiska regionen  S:t Michel och landskapet Södra Savolax, i den södra delen av landet, 230 km nordost om huvudstaden Helsingfors. Öns area är 1,9 hektar och dess största längd är 220 meter i öst-västlig riktning.